# Lida Viganoni
Lida Viganoni (Napoli, 18 gennaio 1950) è una geografa italiana.
È professore ordinario di Geografia presso l'Università degli Studi di Napoli "L'Orientale". Dal luglio 2008 al luglio 2014 ha ricoperto la carica di Rettrice di questo Ateneo.

## Attività di ricerca
Lida Viganoni svolge la propria attività di ricerca prevalentemente sui temi della geografia urbana e dello sviluppo regionale, con particolare attenzione alle problematiche del Mezzogiorno e dei Paesi in via di sviluppo.
Alle ricerche svolte alla scala meridionale fanno capo, da un lato, lavori centrati sulla Campania e sulla Basilicata e, dall'altro, indagini specifiche sui problemi della città e dei sistemi urbani, sul ruolo delle città medie, sul nesso tra sviluppo industriale, mercato del lavoro e trame urbane, sulle problematiche delle aree interne in via di rivalorizzazione.
Le problematiche relative agli assetti territoriali nei Paesi in via di sviluppo, con particolare riferimento a quelli del bacino del Mediterraneo (Marocco, Tunisia, Egitto)  sono stati affrontati attraverso differenti approcci. Si tratta di ricerche maturate nel corso di alcuni soggiorni all'estero, orientate a cogliere il nesso tra organizzazione delle trame urbane, commercio internazionale, valorizzazione delle risorse locali e sviluppo regionale.
Ha particolarmente approfondito le questioni relative alla rivalorizzazione degli spazi urbani delle grandi aree metropolitane e quelle sulle strategie territoriali in alcune regioni meridionali e ha coordinato le ricerche che su questo stesso tema sono state sviluppate da altre unità di ricerca.
Ha svolto ricerche all'estero: nel 1978 in Marocco, nel 1978 in Francia, nel 1980 in Egitto e nel 1982 in Tunisia.
Per tutto l'anno 1987 è stata, in qualità di visitor professor, presso il Department of Geography dell'Università di Berkeley (California).
Collabora con le seguenti riviste: "Bollettino della Società Geografica Italiana", "Rivista Geografica Italiana", "Geografia nelle scuole", "L'Universo", "Nord e Sud", "Orizzonti Economici", "Basilicata".

## Le principali pubblicazioni
Con vari autori, Territorio e risorse in Campania, Napoli, Guida, 1978, 2 voll.
Il predominio del mercato, in AA.VV., I fosfati del Marocco. Risorse minerarie e sviluppo regionale, Pubbl. dell'Ist. di Geogr. e di Geogr. econ. dell'Università di Napoli, 1980, pp.17-53
Pianificazione urbana e città medie in Francia, Pubbl. del Dip. di Analisi delle Componenti Culturali del Territorio, Univ. di Salerno, 1986, 70 pp.
con G. Biondi, La Napa Valley. Da regione agricola a regione del tempo libero, in "Boll.Soc. Geogr. Ital.", n.10-12, 1990, pp. 438-507.
Stato, tendenze e prospettive del fenomeno urbano nel Mezzogiorno, in L. Viganoni (a cura di), Città e metropoli nell'evoluzione del Mezzogiorno, Angeli, 1991, pp. 15-57.
Dalla regione "senza città" agli "embrioni urbani": la Basilicata, in L. Viganoni (a cura di), Città e metropoli nell'evoluzione del Mezzogiorno, Angeli, 1991.
Città e metropoli del Mezzogiorno: i limiti strutturali, in G. Dematteis (a cura di), Il fenomeno urbano in Italia: interpretazioni, prospettive, politiche, Angeli, 1992, pp. 117-129.
Territorio, sviluppo economico e mercato del lavoro nel Mezzogiorno, in M.D'Antonio, (a cura di), Lavoro e disoccupazione nel Mezzogiorno, Torino, Edizioni della Fondazione Giovanni Agnelli, 1992, pp. 41-70.
Il ruolo del sistema formativo, in M. D'Antonio (a cura di), Lavoro e disoccupazione nel Mezzogiorno, Torino, Edizioni della Fondazione Giovanni Agnelli, 1992, pp. 71-95.
Insediamento costiero nel Mezzogiorno: un prolungato spreco del territorio, in P.R. Federici e M. Zunica (a cura di), Lo spazio costiero italiano. Problemi di crescita, sensibilità ambientale, Atti del Convegno della Società di Studi Geografici (Firenze, dicembre 1993), Memorie Geografiche, suppl. della "Riv. Geogr. Ital.", Firenze, n.s.- n.1 (1995), pp. 27-45.
Con R. Sommella, Territorio e sviluppo locale nel Mezzogiorno, in G. Dematteis e F. Governa (a cura di), Territorialità, sviluppo locale, sostenibilità: il modello SLoT, Milano, Franco Angeli, 2005, pp. 189-210.
Organizzazione della Mostra fotografica e relativo catalogo Marco Polo. Michael Yamashita. Un fotografo sulle tracce del passato,  Napoli, 17 dicembre 2005 - 19 febbraio 2006, Museo Diego Aragona Pignatelli Cortes.
Mezzogiorno, città e reti urbane: un percorso evolutivo, in L. Viganoni, a cura di, Il Mezzogiorno delle città. Tra Europa e Mediterraneo, Milano, FrancoAngeli, 2007.
A cura, Italia-Cina. Un rapporto di lunga durata, Roma, Tiellemedia, 2008.

## Incarichi
- Membro (dal 1984 al 1986) del Comitato di Redazione dei "Quaderni del Dipartimento di Scienze sociali" dell'I.U.O.
- Membro (1981-1983) del gruppo di lavoro internazionale incaricato dalla Commissione della Comunità di stendere il rapporto preliminare per una politica mediterranea globale (Università di Napoli “L'Orientale”).
- Collaboratrice del Formez:
a)	1984: ricerca sullo stato della Geografia urbana;
b)	1987: ricerca sul tema dell'innovazione tecnologica in ambito urbano (Università di Berkeley, California);
c)      1991-1993: ricerca sull'impatto territoriale dell'impianto Fiat a Melfi.
- Componente (1990 al 1993) del Comitato Scientifico del CNITE (Centro Nazionale Italiano Tecnologie Educative).
- Membro (1996-1999) del Comitato direttivo dell'Associazione dei Geografi Italiani.
- Membro dal 2010 del Consiglio direttivo Ipalmo
- Membro (dal 2011) del Consiglio Direttivo della Società Geografica Italiana